# Coupe du président de l'AFC 2008
Navigation
Édition précédente Édition suivante
La Coupe du président de l'AFC 2008 est la quatrième édition de la Coupe du président de l'AFC, la compétition mise en place par l'AFC pour les meilleures équipes des pays classés comme émergents par la confédération asiatique, la troisième et dernière catégorie des nations asiatiques.
Les clubs participants sont les vainqueurs de leur championnat national et viennent de onze pays : Bangladesh, Bhoutan, Birmanie, Cambodge, Kirghizistan, Népal, Pakistan, Sri Lanka, Tadjikistan, Taiwan et Turkmenistan. À noter la première participation à cette épreuve pour les équipes du Bangladesh, du Turkmenistan et de Birmanie.
Cette édition a vu la phase finale se disputer au Spartak Stadium de Bichkek au Kirghizistan. C'est le club tadjik de Regar-TadAZ Tursunzoda, qui remporte le titre, après avoir battu en finale le double tenant du titre, les Kirghizes de Dordoi-Dynamo Naryn, après la séance de tirs au but. C'est le deuxième titre continental de l'histoire du club après sa victoire en 2005 tandis que Dordoi-Dynamo Naryn dispute sa quatrième finale consécutive.
Lors de cette édition, 18 rencontres ont été disputées et 75 buts marqués (soit 4,17 buts par match). C'est le Birman Thi Ha Kyaw qui a fini meilleur buteur avec 6 réalisations.

## Participants
- Dordoi-Dynamo Naryn - Champion du Kirghizistan 2007
- Népal Police Club - Champion du Népal 2006-2007[1]
- Taiwan Power Company FC - Champion de Taipei chinois 2007
- Transport United - Champion du Bhoutan 2007
- Regar-TadAZ Tursunzoda - Champion du Tadjikistan 2007
- Ratnam SC - Champion du Sri Lanka 2007
- Nagacorp FC - Champion du Cambodge 2007
- WAPDA FC[2] - Champion du Pakistan 2007-2008
- FK Achgabat - Champion du Turkménistan 2007
- Abahani KC - Champion du Bangladesh 2007
- Kanbawza FC - Champion de Birmanie 2007

## Phase de groupes
Toutes les équipes participantes sont réparties dans trois groupes de 3 ou 4 équipes. Le premier de chaque poule ainsi que le meilleur deuxième se qualifie pour la phase finale, organisée sur le terrain de l'un des quatre clubs qualifiés.

### Groupe A
- Rencontres disputées au MBPJ Stadium (en) de Kuala Lumpur en Malaisie (initialement prévues au Stade Dasarath Rangasala de Katmandou mais déplacées à cause d'instabilités politiques au Népal).

| Rang | Équipe                 | Pts | J | G | N | P | Bp | Bc | Diff |  | Résultats (▼ dom., ► ext.) |  | Drapeau du Népal |     |     |
| ---- | ---------------------- | --- | - | - | - | - | -- | -- | ---- |  | -------------------------- |  | ---------------- | --- | --- |
| 1    | Regar-TadAZ Tursunzoda | 7   | 3 | 2 | 1 | 0 | 6  | 4  | +2   |  | Regar-TadAZ Tursunzoda     |  | 2-2              | 2-1 | 2-1 |
| 2    | Népal Police Club      | 5   | 3 | 1 | 2 | 0 | 7  | 3  | +4   |  | Népal Police Club          |  |                  | 4-0 | 1-1 |
| 3    | Abahani KC             | 3   | 3 | 1 | 0 | 2 | 2  | 6  | -4   |  | Abahani KC                 |  |                  |     | 1-0 |
| 4    | WAPDA FC               | 1   | 3 | 0 | 1 | 2 | 2  | 4  | -2   |  | WAPDA FC                   |  |                  |     |     |

| 22 juin 2008 | Népal Police Club                              | 4 – 0   | Abahani KC | MBPJ Stadium, Kuala Lumpur                      |                                                 |
| 16h00        | Thapa 15e · Rai 18e · Rai 56e · Rai 70e (pen.) | (2 - 0) |            | Spectateurs : 100 Arbitrage : Abdulrahman Recho | Spectateurs : 100 Arbitrage : Abdulrahman Recho |
| 16h00        | rapport                                        |         |            | Spectateurs : 100 Arbitrage : Abdulrahman Recho | Spectateurs : 100 Arbitrage : Abdulrahman Recho |

| 22 juin 2008 | Regar-TadAZ Tursunzoda        | 2 – 1   | WAPDA FC  | MBPJ Stadium, Kuala Lumpur           |                                      |
| 18h30        | Hasanov 17e · Tukhtasunov 76e | (1 - 1) | Niazi 24e | Spectateurs : 50 Arbitrage : Tan Hai | Spectateurs : 50 Arbitrage : Tan Hai |
| 18h30        | rapport                       |         |           | Spectateurs : 50 Arbitrage : Tan Hai | Spectateurs : 50 Arbitrage : Tan Hai |

| 24 juin 2008 | WAPDA FC     | 1 – 1   | Népal Police Club | MBPJ Stadium, Kuala Lumpur                       |                                                  |
| 16h00        | Ali Shah 78e | (0 - 0) | Rai 89e           | Spectateurs : 300 Arbitrage : Çarymyrat Gurbanow | Spectateurs : 300 Arbitrage : Çarymyrat Gurbanow |
| 16h00        | rapport      |         |                   | Spectateurs : 300 Arbitrage : Çarymyrat Gurbanow | Spectateurs : 300 Arbitrage : Çarymyrat Gurbanow |

| 24 juin 2008 | Abahani KC | 1 – 2   | Regar-TadAZ Tursunzoda     | MBPJ Stadium, Kuala Lumpur               |                                          |
| 18h30        | Awudu 25e  | (1 - 2) | Rabimov 15e · Ismoilov 45e | Spectateurs : 50 Arbitrage : Ng Chui Kok | Spectateurs : 50 Arbitrage : Ng Chui Kok |
| 18h30        | rapport    |         |                            | Spectateurs : 50 Arbitrage : Ng Chui Kok | Spectateurs : 50 Arbitrage : Ng Chui Kok |

| 26 juin 2008 | WAPDA FC | 0 – 1   | Abahani KC | MBPJ Stadium, Kuala Lumpur                       |                                                  |
| 16h00        |          | (0 - 0) | Ameli 84e  | Spectateurs : 200 Arbitrage : Çarymyrat Gurbanow | Spectateurs : 200 Arbitrage : Çarymyrat Gurbanow |
| 16h00        | rapport  |         |            | Spectateurs : 200 Arbitrage : Çarymyrat Gurbanow | Spectateurs : 200 Arbitrage : Çarymyrat Gurbanow |

| 26 juin 2008 | Népal Police Club     | 2 – 2   | Regar-TadAZ Tursunzoda      | MBPJ Stadium, Kuala Lumpur            |                                       |
| 18h30        | Ghimire 33e · Rai 67e | (1 - 0) | Rabimov 47e · Rabimov 90+1e | Spectateurs : 200 Arbitrage : Tan Hai | Spectateurs : 200 Arbitrage : Tan Hai |
| 18h30        | rapport               |         |                             | Spectateurs : 200 Arbitrage : Tan Hai | Spectateurs : 200 Arbitrage : Tan Hai |

### Groupe B
- Rencontres disputées au Chungshan Stadium de Taipei à Taïwan.

| Rang | Équipe                  | Pts | J | G | N | P | Bp | Bc | Diff |  | Résultats (▼ dom., ► ext.) |  |     |     |
| ---- | ----------------------- | --- | - | - | - | - | -- | -- | ---- |  | -------------------------- |  | --- | --- |
| 1    | Dordoi-Dynamo Naryn 'T' | 6   | 2 | 2 | 0 | 0 | 5  | 0  | +5   |  | Dordoi-Dynamo Naryn 'T'    |  | 2-0 | 3-0 |
| 2    | Nagacorp FC             | 1   | 3 | 0 | 1 | 1 | 2  | 4  | -2   |  | Nagacorp FC                |  |     | 2-2 |
| 3    | Taiwan Power Company FC | 1   | 3 | 0 | 1 | 1 | 2  | 5  | -3   |  | Taiwan Power Company FC    |  |     |     |

| 12 avril 2008 | Nagacorp FC                | 2 – 2   | Taiwan Power Company FC | Chungshan Stadium, Taipei                         |                                                   |
| 18h00         | Sotitya 45e · Vathanak 58e | (1 - 0) | Chiang 78e · Chiang 84e | Spectateurs : 300 Arbitrage : Dilovarshokh Orzuev | Spectateurs : 300 Arbitrage : Dilovarshokh Orzuev |
| 18h00         | rapport                    |         |                         | Spectateurs : 300 Arbitrage : Dilovarshokh Orzuev | Spectateurs : 300 Arbitrage : Dilovarshokh Orzuev |

| 14 avril 2008 | Taiwan Power Company FC | 0 – 3   | Dordoi-Dynamo Naryn                    | Chungshan Stadium, Taipei                         |                                                   |
| 18h00         |                         | (0 - 1) | Murzaev 19e · Amirov 78e · Askarov 80e | Spectateurs : 100 Arbitrage : Chaiya Alee Mahapab | Spectateurs : 100 Arbitrage : Chaiya Alee Mahapab |
| 18h00         | rapport                 |         |                                        | Spectateurs : 100 Arbitrage : Chaiya Alee Mahapab | Spectateurs : 100 Arbitrage : Chaiya Alee Mahapab |

| 16 avril 2008 | Nagacorp FC | 0 – 2   | Dordoi-Dynamo Naryn           | Chungshan Stadium, Taipei                |                                          |
| 18h00         |             | (0 - 1) | Harchenko 13e · Ablakimov 74e | Spectateurs : 25 Arbitrage : Minoru Tojo | Spectateurs : 25 Arbitrage : Minoru Tojo |
| 18h00         | rapport     |         |                               | Spectateurs : 25 Arbitrage : Minoru Tojo | Spectateurs : 25 Arbitrage : Minoru Tojo |

### Groupe C
- Rencontres disputées au Sugathadasa Stadium de Colombo au Sri Lanka.

| Rang | Équipe           | Pts | J | G | N | P | Bp | Bc | Diff |  | Résultats (▼ dom., ► ext.) |  |     |     |      |
| ---- | ---------------- | --- | - | - | - | - | -- | -- | ---- |  | -------------------------- |  | --- | --- | ---- |
| 1    | FK Achgabat      | 6   | 3 | 2 | 0 | 1 | 9  | 2  | +7   |  | FK Achgabat                |  | 0-1 | 2-0 | 7-1  |
| 2    | Kanbawza FC      | 6   | 3 | 2 | 0 | 1 | 14 | 3  | +11  |  | Kanbawza FC                |  |     | 2-3 | 11-0 |
| 3    | Ratnam SC        | 6   | 3 | 2 | 0 | 1 | 10 | 5  | +5   |  | Ratnam SC                  |  |     |     | 7-1  |
| 4    | Transport United | 0   | 3 | 0 | 0 | 3 | 2  | 25 | -23  |  | Transport United           |  |     |     |      |

| 23 avril 2008 | FK Achgabat | 0 – 1   | Kanbawza FC | Sugathadasa Stadium, Colombo                             |                                                          |
| 16h00         |             | (0 - 0) | Kyaw 85e    | Spectateurs : 3 000 Arbitrage : Tayeb Hasan Shamsuzzaman | Spectateurs : 3 000 Arbitrage : Tayeb Hasan Shamsuzzaman |
| 16h00         | rapport     |         |             | Spectateurs : 3 000 Arbitrage : Tayeb Hasan Shamsuzzaman | Spectateurs : 3 000 Arbitrage : Tayeb Hasan Shamsuzzaman |

| 23 avril 2008 | Ratnam SC | 7 – 1   | Transport United | Sugathadasa Stadium, Colombo                      |                                                   |
| 18h30         | Ediribandanage 17e · Asmeer 25e · Ediribandanage 41e · Weerasinghe 59e · Jayasuriya 60e · Pushpakumara 79e · Ediribandanage 90e | (3 - 1) | Wangchuk 22e     | Spectateurs : 3 200 Arbitrage : Mukhtar Al Yarimi | Spectateurs : 3 200 Arbitrage : Mukhtar Al Yarimi |
| 18h30         | rapport |         |                  | Spectateurs : 3 200 Arbitrage : Mukhtar Al Yarimi | Spectateurs : 3 200 Arbitrage : Mukhtar Al Yarimi |

| 25 avril 2008 | Transport United | 1 – 7   | FK Achgabat                                                                                        | Sugathadasa Stadium, Colombo              |                                           |
| 16h00         | Pradhan 93e      | (0 - 4) | Gurbani 21e · Amanow 32e · Amanow 36e · Murhalyyew 41e · Amanow 48e · Murhalyyew 50e · Saparow 71e | Spectateurs : 500 Arbitrage : Kadhum Auda | Spectateurs : 500 Arbitrage : Kadhum Auda |
| 16h00         | rapport          |         | | Spectateurs : 500 Arbitrage : Kadhum Auda | Spectateurs : 500 Arbitrage : Kadhum Auda |

| 25 avril 2008 | Kanbawza FC         | 2 – 3   | Ratnam SC                                    | Sugathadasa Stadium, Colombo                  |                                               |
| 18h30         | Kyaw 43e · Kyaw 50e | (1 - 1) | Jayasuriya 9e · Mohamed 54e · Jayasuriya 81e | Spectateurs : 2 000 Arbitrage : Rustam Saidov | Spectateurs : 2 000 Arbitrage : Rustam Saidov |
| 18h30         | rapport             |         |                                              | Spectateurs : 2 000 Arbitrage : Rustam Saidov | Spectateurs : 2 000 Arbitrage : Rustam Saidov |

| 27 avril 2008 | Kanbawza FC | 11 – 0  | Transport United | Sugathadasa Stadium, Colombo                |                                             |
| 16h00         | Kyaw 11e · Tun 15e · Tun 23e · Tun 31e · Kyaw 36e · Lwin 38e · Htet 41e · Htet 51e · Tun 71e · Than 74e · Kyaw 90+2e | (7 - 0) |                  | Spectateurs : 500 Arbitrage : Rustam Saidov | Spectateurs : 500 Arbitrage : Rustam Saidov |
| 16h00         | rapport |         |                  | Spectateurs : 500 Arbitrage : Rustam Saidov | Spectateurs : 500 Arbitrage : Rustam Saidov |

| 27 avril 2008 | Ratnam SC | 0 – 2   | FK Achgabat               | Sugathadasa Stadium, Colombo                |                                             |
| 18h30         |           | (0 - 2) | Çoňkaýew 39e · Amanow 45e | Spectateurs : 4 000 Arbitrage : Kadhum Auda | Spectateurs : 4 000 Arbitrage : Kadhum Auda |
| 18h30         | rapport   |         |                           | Spectateurs : 4 000 Arbitrage : Kadhum Auda | Spectateurs : 4 000 Arbitrage : Kadhum Auda |

### Classement des meilleurs deuxièmes
Afin de déterminer le quatrième qualifié pour les demi-finales, un classement est établi entre les trois équipes arrivées à la deuxième place de leur groupe. Comme les équipes n'ont pas disputé le même nombre de matchs, seuls les résultats face au premier et au troisième sont comptabilisés.
| Rang | Équipe            | Pts | J | G | N | P | Bp | Bc | Diff |
| ---- | ----------------- | --- | - | - | - | - | -- | -- | ---- |
| 1    | Népal Police Club | 4   | 2 | 1 | 1 | 0 | 6  | 2  | +4   |
| 2    | Kanbawza FC       | 3   | 2 | 1 | 0 | 1 | 3  | 3  | 0    |
| 3    | Nagacorp FC       | 1   | 2 | 0 | 1 | 1 | 2  | 4  | -2   |

## Phase finale à élimination directe
|  | Demi-finales              | Demi-finales         |                            |       | Finale | Finale |
|  | Demi-finales              | Demi-finales         |                            |       | Finale | Finale |
|  |                           |                      |                            |       |        |        |
|  |                           |                      |                            |       |        |        |
|  |                           |                      |                            |       |        |        |
|  | Regar-TadAZ Tursunzoda ap | 4                    |                            |       |        |        |
|  | Regar-TadAZ Tursunzoda ap | 4                    |                            |       |        |        |
|  | FK Achgabat               | 3                    |                            |       |        |        |
|  | FK Achgabat               | 3                    | Regar-TadAZ Tursunzoda tab | 1 (4) |        |        |
|  |                           |                      | Regar-TadAZ Tursunzoda tab | 1 (4) |        |        |
|  |                           | Dordoi-Dynamo NarynT | 1 (3)                      |       |        |        |
|  | Dordoi-Dynamo Naryn'T'    | Dordoi-Dynamo NarynT | 1 (3)                      | 3     |        |        |
|  | Dordoi-Dynamo Naryn'T'    |                      |                            | 3     |        |        |
|  | Népal Police Club         | 1                    |                            |       |        |        |
|  | Népal Police Club         | 1                    |                            |       |        |        |

| Demi-finale             | Regar-TadAZ Tursunzoda                                     | 4 – 3 (a.p.)   | FK Achgabat                              | Spartak Stadium, Bichkek                    |                                             |
| 19 septembre 2008 12h00 | Rustamov 23e · Simões 29e · Minhairov 87e · Makhmudov 112e | (2 - 2, 3 - 3) | Ataýew 25e · Geldiýew 35e · Mirzoýew 69e | Spectateurs : 800 Arbitrage : Rustam Saidov | Spectateurs : 800 Arbitrage : Rustam Saidov |
| 19 septembre 2008 12h00 | rapport                                                    |                |                                          | Spectateurs : 800 Arbitrage : Rustam Saidov | Spectateurs : 800 Arbitrage : Rustam Saidov |

| Demi-finale             | Dordoi-Dynamo Naryn                   | 3 – 1   | Népal Police Club | Spartak Stadium, Bichkek                               |                                                        |
| 19 septembre 2008 16h30 | Tetteh 19e · Murzaev 59e · Tetteh 84e | (1 - 0) | Thapa 72e         | Spectateurs : 8 000 Arbitrage : Atallah Jatli Al-Enezi | Spectateurs : 8 000 Arbitrage : Atallah Jatli Al-Enezi |
| 19 septembre 2008 16h30 | rapport                               |         |                   | Spectateurs : 8 000 Arbitrage : Atallah Jatli Al-Enezi | Spectateurs : 8 000 Arbitrage : Atallah Jatli Al-Enezi |

| Finale                  | Dordoi-Dynamo Naryn | 1 – 1          | Regar-TadAZ Tursunzoda | Spartak Stadium, Bichkek                     |                                              |
| 21 septembre 2008 16h30 | Tetteh 33e          | (1 - 0, 1 - 1) | Tukhtasunov 53e        | Spectateurs : 10 000 Arbitrage : Kadhum Auda | Spectateurs : 10 000 Arbitrage : Kadhum Auda |
| 21 septembre 2008 16h30 | rapport             |                |                        | Spectateurs : 10 000 Arbitrage : Kadhum Auda | Spectateurs : 10 000 Arbitrage : Kadhum Auda |
| 21 septembre 2008 16h30 | Tirs au but 3 - 4   |                |                        | Spectateurs : 10 000 Arbitrage : Kadhum Auda | Spectateurs : 10 000 Arbitrage : Kadhum Auda |

| DORDOI-DYNAMO NARYN |    |                  |     |     |
|                     |    |                  |     |     |
| G                   | 1  | Vladislav Volkov |     |     |
| D                   | 3  | Talant Samsaliev | 16e |     |
| D                   | 4  | Ruslan Sydykov   |     |     |
| D                   | 8  | Azamat Baimatov  |     |     |
| D                   | 20 | Igor Kudrenko    |     |     |
| M                   | 5  | Sergey Knyazev   |     | 60e |
| M                   | 7  | Aibek Bokoev     | 16e | 96e |
| M                   | 18 | Vadim Harchenko  |     |     |
| A                   | 6  | Daniel Tagoe     | 62e |     |
| A                   | 9  | David Tetteh     |     |     |
| A                   | 10 | Mirlan Murzaev   |     | 70e |
| Remplaçants :       |    |                  |     |     |
| D                   | 2  | Faruh Abitov     |     | 60e |
| M                   | 13 | Davron Askarov   |     | 96e |
| A                   | 19 | Ildar Amirov     |     | 70e |
| Entraineur :        |    |                  |     |     |
| Boris Podkorytov    |    |                  |     |     |

| REGAR-TADAZ TURSUNZODA  |    |                         |      |      |
|                         |    |                         |      |      |
| G                       | 16 | Alisher Dodov           |      |      |
| D                       | 2  | Safarali Karimov        |      |      |
| D                       | 5  | Maruf Rustamov          | 71e  |      |
| D                       | 6  | Farroukh Choriev        |      |      |
| D                       | 13 | Naim Nosirov            | 16e  |      |
| M                       | 9  | Khurshed Makhmudov      |      |      |
| M                       | 10 | Jamshed Ismailov        | 112e |      |
| M                       | 11 | Alisher Hakberdiev      |      | 46e  |
| M                       | 23 | Ilhomzhon Orkitov       |      | 120e |
| A                       | 14 | Davrondzhon Tukhtasunov |      | 62e  |
| A                       | 18 | Victor Simões           |      |      |
| Remplaçants :           |    |                         |      |      |
| D                       | 3  | Farkhodzon Kholbekov    |      | 46e  |
| M                       | 7  | Ibrahim Rabimov         |      | 62e  |
| A                       | 17 | Shujoat Nematov         |      | 120e |
| Entraineur :            |    |                         |      |      |
| Khabibulloev Makhmadjon |    |                         |      |      |

| ---------------------- Arbitres assistants : Sokhandan Reza Bakhtiyor Tagaev |